# Philipp Kroiss
Philipp Kroiss (* 2. März 1988 in Steyr) ist ein österreichischer Volleyballspieler. Er war bisher 173-mal für das österreichische Nationalteam im Einsatz.

## Karriere
Philipp Kroiss begann im Alter von 8 Jahren bei "supervolley enns" mit dem Volleyballsport. 2003 debütierte er während der Play-offs mit 15 Jahren als jüngster Stammspieler der Austrian Volley League für seinen Heimatverein auf der Position des Liberos. In der folgenden Saison 2004/2005 war er erstmals von Anfang an Stammlibero von supervolley enns. Nach diesem Jahr folgte mit 17 der erste Vereinswechsel zum VCA Hypo Niederösterreich. In den Jahren danach kamen einige weitere Wechsel hinzu. Mit 20 wurde er das erste Mal ins Nationalteam einberufen. In der Saison 2011/2012 war er erstmals im Ausland bei Volley Amriswil unter Vertrag. Es folgten viele weitere Auslandsengagements. 
Beachvolleyball:
Vor allem im Sommer 2006 spielte er erfolgreich Beachvolleyball mit Christoph Berger, dem älteren Brüder von Hypo Tirols Alexander Berger. Die beiden wurden U-20-Staatsmeister und holten auf der heimischen Tour zahlreiche weitere Top-Platzierungen. Seit seinem ersten Hallen-Nationalteam-Sommer im Jahre 2008 ist Kroiss allerdings nicht mehr am Sand aktiv.
Sonstiges:
Philipp Kroiss veröffentlichte 2016 gemeinsam mit seinem Trainer-Kollegen Armin Fluch ein Buch mit dem Titel "Das ist ein Volleyballbuch. Ein Trainer, ein Spieler und ihre gemeinsame Leidenschaft".

## Vereine
- 1995–2005 supervolley enns
- 2005/2006 VCA Hypo Niederösterreich
- 2006/2007 supervolley enns
- 2007–2009 VCA Hypo Niederösterreich
- 2009–2011 vienna hotvolleys
- 2011/2012 Volley Amriswil (Schweiz)
- 2012/2013 SK Posojilnica Aich/Dob
- 2013–2015 Montpellier (Frankreich)
- 2015/2016 Beauvais (Frankreich)
- 2016/2017 Lindemans Aalst (Belgien)
- 2017/2018 LMV Tricolorul Ploiești (Rumänien)
- 2018/2019 Volei Municipal Zalău (Rumänien)
- 2019/2020 GFC Ajaccio (Frankreich)
- 2020/2021 Cambrai Volley (Frankreich)

## Größte Erfolge
- Österreichischer Cupsieger 2011
- Schweizer Cupsieger 2012
- Österreichischer Meister 2013
- Vice Champion Middle European League (MEVZA) 2010 und 2013
- Bronze European League 2016
- Bronze Belgium Volley League 2017
- Rumänischer Meister 2018
- Rumänischer Cupsieger 2018
- Qualifikation Europameisterschaft 2019